# Кантелло
Кантелло (итал. Cantello) — коммуна в Италии, располагается в провинции Варесе области Ломбардия.
Население составляет 4244 человека, плотность населения составляет 472 чел./км². Занимает площадь 9 км². Почтовый индекс — 21050. Телефонный код — 0332.
Покровителями коммуны почитаются святые апостолы Пётр и Павел, празднование 29 июня.